# Plaża Juno
Plaża „Juno” – kryptonim jednego z miejsc lądowania wojsk alianckich w Normandii, w północnej Francji, 6 czerwca 1944.
Odcinek plaży rozciągał się pomiędzy Courseulles-sur-Mer na zachodzie a Saint-Aubin-sur-Mer na wschodzie. Zgodnie z przyjętymi kryptonimami położony był pomiędzy plażami „Gold” i „Sword”, i podzielony na trzy sektory: „Love”, „Mike” ,"Nan”. Zadanie zdobycia plaży przypadło kanadyjskiej 3 Dywizji Piechoty w sile 15 tys. ludzi.

## Przebieg bitwy

Miejsca lądowania wojsk alianckich 6 czerwca 1944 w Normandii

### Obrona
Odcinka plaży „Juno” broniła niemiecka 716 Dywizja Piechoty w sile ok. 7700 ludzi pod dowództwem gen. Wilhelma Richtera, dysponująca 11 bateriami dział kal. 155 mm i 9 bateriami armat kal. 75 mm. Rejon natarcia umocniony był bunkrami, zasiekami z drutu kolczastego oraz polami minowymi na lądzie i w wodzie.

### Natarcie
Głównym celem nacierających oddziałów było uchwycenie przyczółka w wyznaczonym rejonie i nawiązanie kontaktu z wojskami brytyjskimi lądującymi na plaży „Gold”. W ciągu godziny od wylądowania jednostki kanadyjskie przełamały opór przeciwnika i rozpoczęły szybki marsz w głąb lądu. Do południa 6 czerwca cała 3 Dywizja znalazła się na brzegu przy stratach własnych 340 poległych i 739 rannych. Kanadyjczycy na plaży Juno posunęli się najdalej w głąb lądu ze wszystkich jednostek walczących w D-Day.